# Hieracium glottarium
Hieracium glottarium es una especie de planta con flor del género Hieracium, de la familia Asteraceae, orden Asterales.

## Distribución
Hieracium glottarium se distribuye por Noruega.

## Taxonomía
Fue descrita científicamente por Elfstr. ex Omang.
Tratamiento taxonómico
La especie aparece registrada y publicada en Nyt Mag. Naturvidensk.